# Wolgabulgaren

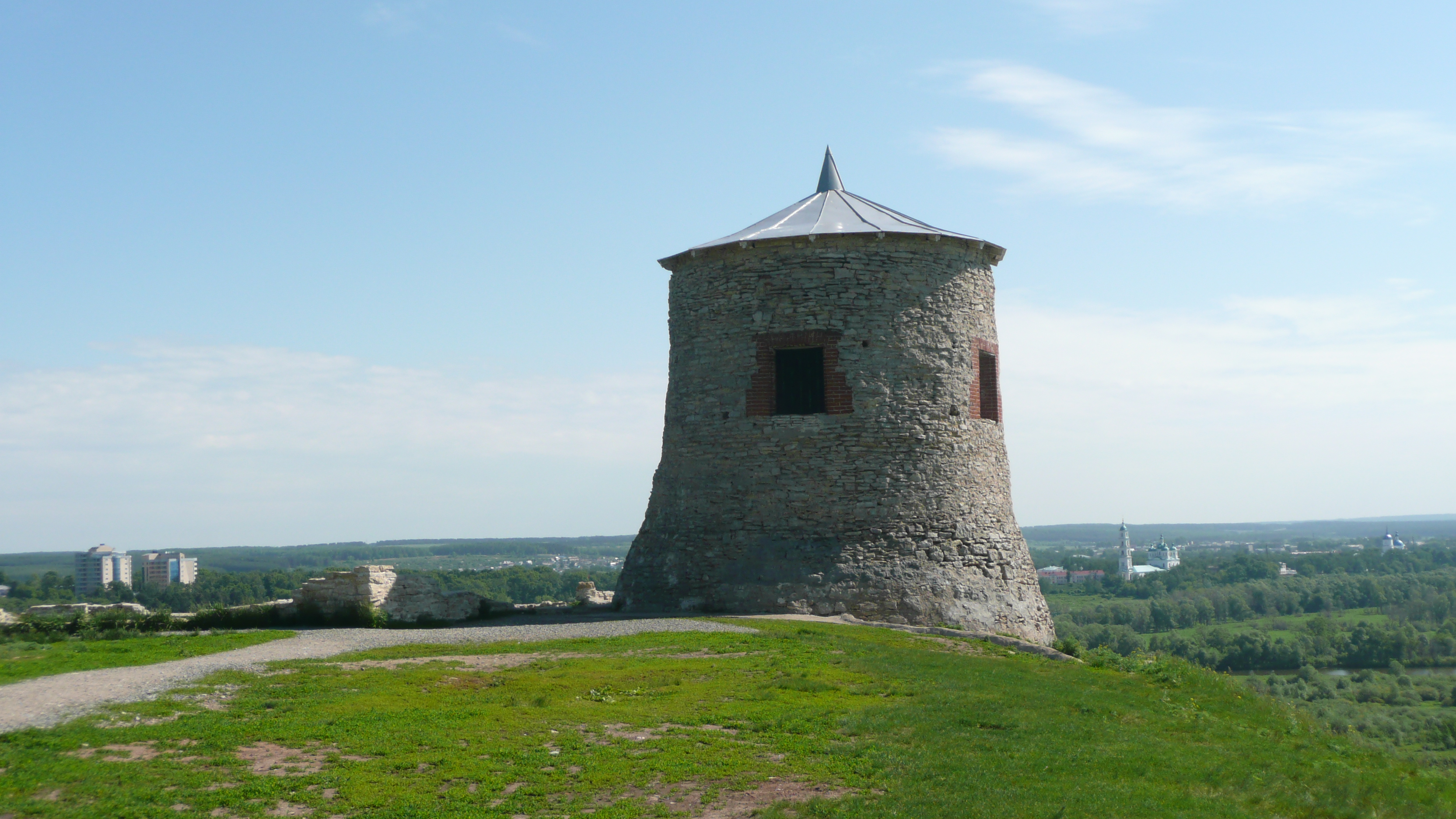
Turm der Teufelsburg aus der Zeit der Wolgabulgaren, mit Blick auf Jelabuga

Das Reich der Wolgabulgaren war ein Reich der turksprachigen Protobulgaren und kristallisierte sich im 7.–10. Jahrhundert im Bereich von Wolga und Kama heraus und existierte bis zum 13. Jahrhundert (1236). Es war ein Nachfolgestaat des Großbulgarischen Reiches, stieg zu einer bedeutenden Handelsmacht im Norden auf und ging im Mongolensturm zugrunde. Sein kulturelles Erbe setzte sich in der Goldenen Horde und im Khanat Kasan fort.

## Geschichte

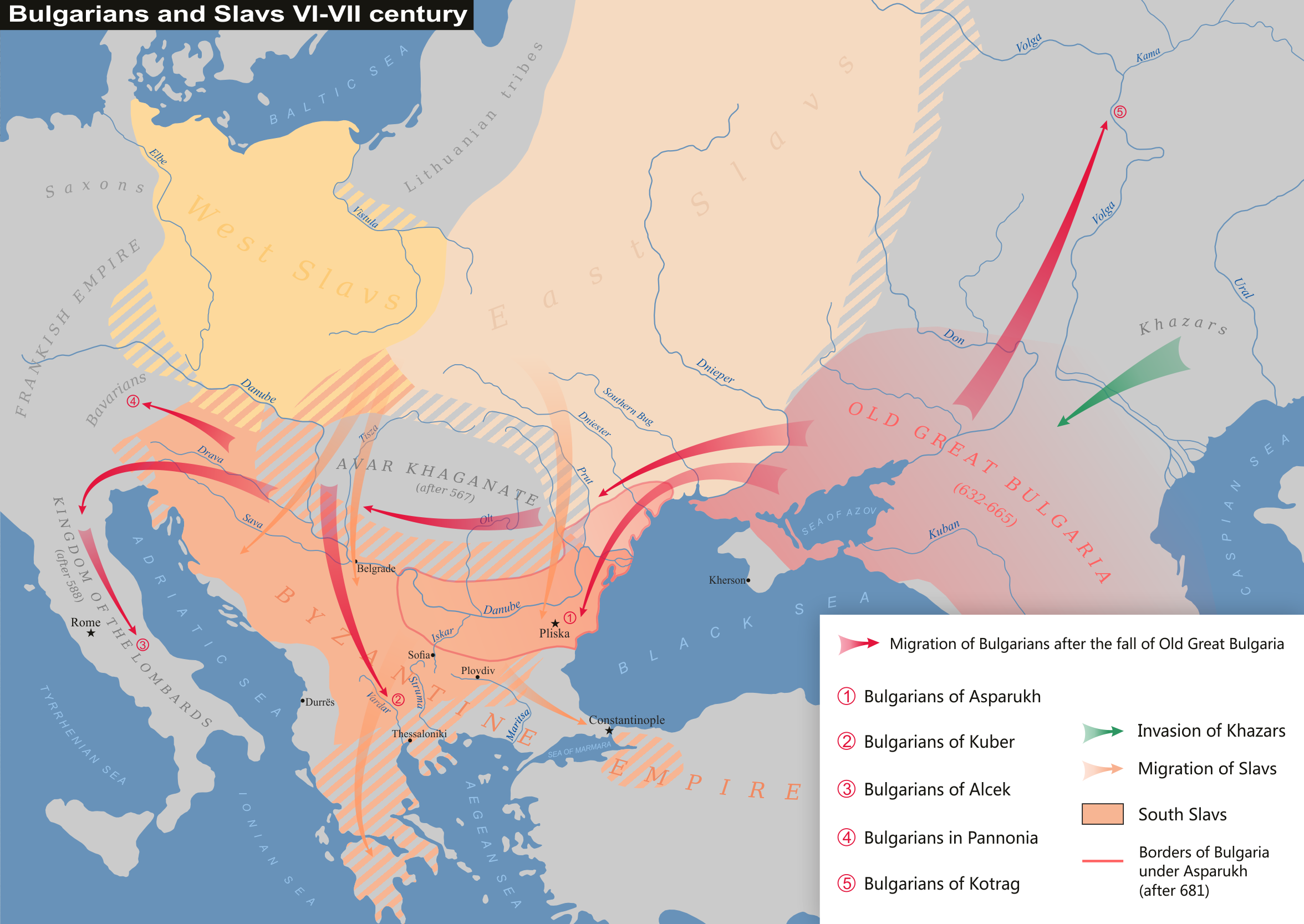
Die Auswanderungen (proto–)bulgarischer Stämme nach der Zerstörung des Großbulgarischen Reiches (violett) durch die Chasaren (grüner Pfeil). 1–4: Fluchtbewegungen in Richtung Balkan, 5: Flucht der Bulgaren unter Kotrag an die obere Wolga und Kama.

Der Staat wurde von Khan Kotrag gegründet, der aus dem Großbulgarischen Reich stammte und zweitältester Sohn von Khan Kubrat war. Khan Kotrag gehörte der bulgarischen Herrschaftsdynastie Dulo an. Als das Großbulgarische Reich unter Khan Batbajan sich um 640 den Chasaren unterwerfen musste, wanderte ein Teil der Bulgaren unter Kotrag nach Norden und gründete in der Folgezeit am Zusammenfluss von Wolga und Kama das Reich der Weißen Bulgaren (Akh Bulkhar / Aq Bolqar). Als Hauptstadt wurde die Stadt Bolgar gegründet. Das Reich war wie das der verwandten Schwarzen Bulgaren (Khara Bulkhar / Qara Bolqar) in der südrussischen Steppe von den Chasaren abhängig. Obgleich sich schon der Khan Shilki (Regierungszeit 855–882, Vater von Almush) von dieser Vormundschaft zu befreien suchte, wurden die Wolgabulgaren wahrscheinlich erst mit der Zerstörung des Chasarenreiches durch die Kiewer Rus und Petschenegen um 966 unabhängig.
Das Bulgarenreich an der Wolga stützte sich zum großen Teil auf turkischstämmige Gruppierungen, wobei Namen wie Suar (Suwar, werden mit den Sabiren in Zusammenhang gebracht), Barsil (auch Barsula, möglicherweise Barselt), Esegel (Isgil / Asghil), Baranjar (Balanjar, möglicherweise Flüchtlinge von den Chasaren) erwähnt werden. Eine Vermischung mit iranischen oder alanischen Elementen war zumindest teilweise gegeben. Der Staat stellte sich lange Zeit als besseres Stammesbündnis dar. Noch im 10. Jahrhundert hatten z. B. die Suars laut Ibn Fadlan einen eigenen Anführer (Wirgh bzw. Vuyrigh / Buyruq) und ein eigenes Machtzentrum, das mit dem Herrscherklan in Konkurrenz stand. Auch die Esegel (Isgil) hatten eine Sonderstellung, die sich durch ein Heiratsbündnis mit dem Herrscherhaus ausdrückte. Als eng benachbarte bzw. teils abhängige Stammesgruppen werden die Burtassen, Tscheremissen, Mordwinen und Baschkiren erwähnt, so dass im Laufe der Zeit auch finno-ugrische Einflüsse prägend wurden.

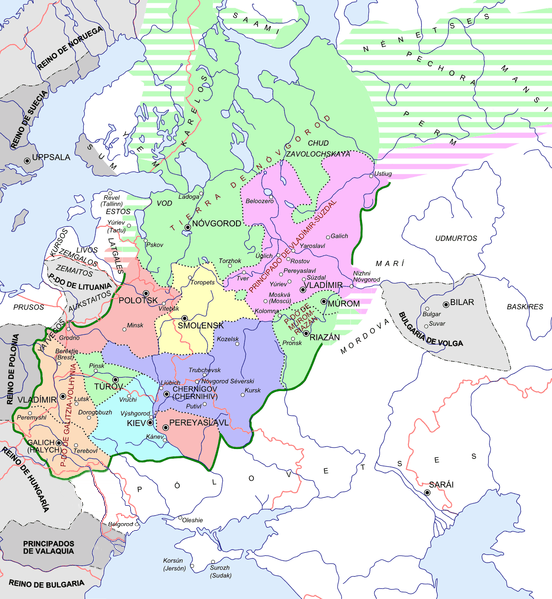
Das Reich der Wolgabulgaren (grau, im Osten), benachbarte finno-ugrische und turkische Stammesverbände und die russischen Fürstentümer (bunt) kurz vor der Eroberung im Mongolensturm.

Wolgabulgarien nahm unter Khan Alamusch (Almush, Almas, Almış, Almysch – Regierungszeit 895–925) um 922 den Islam an. Damals reiste Ibn Fadlan als Gesandter des Kalifen Al-Muktadir zu Alamusch. Der Khan versprach die Anerkennung der Oberhoheit Bagdads (Verlesen einer Chutba zu Ehren des Kalifen) im Austausch gegen Islamkundige und Baumeister (siehe Islam in Russland). Nach der Annahme des Islam entwickelte sich Wolgabulgarien innerhalb weniger Jahrzehnte zu einer Handelsmacht und vermittelte über die Faktoreien islamischer Kaufleute an der Wolga den Fernhandel (Luxusprodukte) zwischen der Kiewer Rus und den islamischen Ländern im Süden. Der Staat war im Gegensatz zu seinen Nachbarn im Süden nicht militärisch expansiv, man beschränkte sich auf Ackerbau, Handel und die Tribute von den benachbarten finno-ugrischen Stämmen.
Die Wolgabulgaren betrieben in ihrem dicht besiedelten Land erfolgreich Ackerbau und gründeten mehrere Städte wie Bolgar, Bilär (zweite Hauptstadt), Suar (Suwar), Qaşan (Kashan), Cükätaw (Juketaw), Aşlı (Oshel), Tuxçin (Tukhchin), İbrahim (Bryakhimov) und Taw İle, welche Moscheen, Karawansereien und öffentliche Bauten besaßen. Zahlreiche Dörfer und kleine Festungen werden verzeichnet. Zumindest im 10. Jahrhundert verließ man im Sommer noch die Holzhäuser und wohnte im Zelt.
Die einflussreichsten Nachbarn waren nach der Zerstörung des Chasarenreiches die Petschenegen und die Kiewer Rus. Ab Mitte des 11. Jahrhunderts wurden die Petschenegen am Unterlauf der Wolga und Schwarzmeer von den Kiptschaken (auch: Kumanen, Polowzer) ersetzt. Diplomatische Beziehungen zu Handelszwecken wurden 1006 zur Rus aufgenommen und reichten unter Ibrahim (Regierungszeit 1006–1025) um 1024 bis Chorasan. Schon im 12. Jahrhundert brachen ernsthafte Konflikte mit den russischen Fürsten aus, wenn etwa die Russen bulgarische Händler ausplünderten und misshandelten, worauf diese ihre Armee losschickten. So kam es 1117 zu einem (Heirats-)Bündnis zwischen Juri Dolgoruki (Regierungszeit 1125–1157) und dem Kiptschakenkhan Ayepa, das die Bulgaren mit der Vergiftung Ayepas und anderer Prinzen neutralisierten. Seit Andrei Bogoljubski (Regierungszeit 1157–1174) drangen die Russen wiederholt ins Land vor und bedrohten den Bestand des Staates. Ein solcher Krieg fand zur Zeit des Khans Gabdulla Chelbir (Regierungszeit 1178–1225) 1219/20 statt, und kurz darauf kamen die Mongolen, die das Gebiet aber nur auf ihrem Rückmarsch von der Kalka 1223 ausplünderten.
Trotzdem war der Untergang des Wolgabulgaren-Staates mit der fortschreitenden Organisation des Mongolenreiches nur noch eine Frage der Zeit. Im Spätherbst des Jahres 1236 kam Batu Khan, ein Teil seines sich im Wolgaraum sammelnden Heeres zerstörte Bolgar, ein Jahr bevor es sich gegen die nordöstliche Rus wandte. Mit diesem Blutbad endete das Wolgabulgarenreich, die unterworfenen Überlebenden wurden zur Heeresfolge an der Seite der Mongolen gezwungen. Zur Zeit der Goldenen Horde erholte sich das Land wieder, wurde zu einem Siedlungsgebiet der mongolischen Aristokratie und stellte noch bis ins frühe 14. Jahrhundert ein wichtiges ökonomisches Zentrum ihres Reiches dar.
Das Volk der Tschuwaschen sieht sich als Nachfolger eines Teils der Wolga-Bulgaren, ein anderer Teil verschmolz mit den mongolischen Eroberern und den mit ihnen kämpfenden Kiptschaken zu den Kasan-Tataren, die sich noch bis ins späte 19. Jahrhundert als „Bolgar“ (Bulgaren) und nicht als „Tatar“ (Tataren) bezeichneten.

## Beschreibung durch Ibn Fadlān
Der arabische Reisende Ibn Fadlān, der an einer Gesandtschaft 922 nach Bolgar zu den Wolgabulgaren teilnahm, hinterließ eine detaillierte Beschreibung des Reiches der Wolgabulgaren, seines Herrscherhofes, seiner gesellschaftlichen und religiösen Verhältnisse und Stammesverbände. Darin bezeichnet er deren Herrscher Almysch, Sohn des Sälkäy, als „König der Saqāliba“, ein arabischer Begriff, der auf den griechischen Namen für Slawen zurückgeht. Die Ausdrücke „König der Slawen“ und „König der Bulgaren“ fallen abwechselnd in Ibn Fadlans Berichten. Im Reich der Wolgabulgaren im 7.–13. Jahrhundert lebten damals aber noch keine slawischen Stammesverbände, sondern nur die turksprachigen Stämme der Wolgabulgaren und autochthone finno-ugrische Stämme. Der Name Almysch und die Namen vieler anderer überlieferter Herrscher und Teilstämme sind deutlich turksprachiger Herkunft. Der Umstand wird heute allgemein so erklärt, dass Ibn Fadlān, wie auch mehrere andere arabische Autoren dieser Zeit, die Bezeichnung Saqāliba nicht als eindeutigen linguistischen Begriff, sondern als geographische Sammelbezeichnung für Bewohner Ostmittel-, Südost- und Osteuropas verwendeten.

## Stammesgliederung
Die russischen Chronisten unterscheiden verschiedene bolgarische Stämme: Die Wolga-Bolgaren, die „silbernen“ oder „nukratischen“, an der Kama lebenden, Timtjusen, die Tscheremschanischen (am Fluss Tchsermitschan) und Chwalissischen.

## Religion
Nach der Konversion Yaltawar Almysch's zum Islam (922), blieben bei den slawischen und bulgarischen Bevölkerungsteilen dennoch alttürkische Sitten und Bräuche des Tengrismus erhalten und wurden Teil der neuen bolgarisch-islamischen Kultur.